# Johanna Böhm
Johanna Böhm, verheiratete Chappuis (* 2. Mai 1898 in Langnau im Emmental; † 4. November 1967 in Zürich), war eine Schweizer Schriftstellerin. Zu ihrem Werk gehören neben Romanen und Erzählungen auch Publikationen im Bereich der Kinder- und Jugendliteratur.

## Leben und Werk
Johanna Böhm wuchs in Langnau im Emmental und Bern auf. Ihre Eltern waren Anna Marie Böhm (geborene Aeschlimann) und Pierre Martin Böhm. Sie heiratete 1920 den Schriftsteller und Journalisten Edgar Chappuis (1886–1958). Da ihr Mann sehbehindert war, tippte sie seine Manuskripte ab und fungierte als Herausgeberin seiner Schriften.
Von 1922 bis 1926 lebte Anna Böhm mit ihrem Mann in Lugano im Kanton Tessin und ab 1926 in Zürich, wo sie an der Universität Literatur und Kunstgeschichte studierte. Ab 1930 wurde Johanna Böhm selbst literarisch tätig und verfasste Gedichte und Erzählungen. Im Jahr 1932 veröffentlichte sie ihren ersten Roman, Das Haus der alleinstehenden Frauen, 1933 folgte mit Vier Frauen führen Krieg ein zweiter.
Nachdem sie bei einem Wettbewerb für Mädchenbücher ausgezeichnet worden war, verfasste sie zahlreiche weitere Mädchen- und Jugendbücher.

## Werke (Auswahl)
Romane
- Das Haus der alleinstehenden Frauen. Rotapfel Verlag, Leipzig/Zürich 1932.
- Vier Frauen führen Krieg. Rotapfel Verlag, Leipzig/Zürich 1933.

Erzählungen
- Gefangene besinnen sich. Verein der Lesefreunde, Zürich 1939.

Gedichte
- Das Unsagbare. Oprecht Verlag, Zürich 1942.

Kinder- und Jugendliteratur
- Annemarie, was wird aus dir? Jungmädchen-Erzählung. Orell Füssli, Zürich/Leipzig 1936.
- Annemarie, das Leben kommt! Ein Roman für junge Mädchen von 16 Jahren an. Orell Füssli, Zürich/Leipzig 1937.
- Ich bin ein Schweizermädchen. Eine Erzählung für junge Mädchen. Orell Füssli, Zürich/Leipzig 1941.
- Liseli sucht eine Heimat. Eine Erzählung für junge Mädchen von 10–14 Jahren. Orell Füssli, Zürich/Leipzig 1942.
- Rosettlis großer Entschluss. Eine Erzählung für junge Mädchen. Orell Füssli, Zürich/Leipzig 1943.
- Lotti liebt das Leben. Erzählung für Mädchen. Orell Füssli, Zürich 1943.
- Erika und die weite Welt. Die Geschichte einer glücklichen Familie. Benziger, Einsiedeln/Köln 1946.
- Suseli, der Sonnenschein. Erzählung für junge Mädchen. Orell Füssli, Zürich 1947.
- Friedeli, das Verdingkind. Eine Erzählung für junge Mädchen. Orell Füssli, Zürich 1948.
- Alle haben Urseli gern. Eine Erzählung für junge Mädchen. Orell Füssli, Zürich 1949.
- Das fleissige Brigittli. Eine Erzählung für Mädchen. Orell Füssli, Zürich 1950.
- Edith, das Glückskind. Eine Erzählung für Mädchen. Orell Füssli, Zürich 1951.
- Die fröhliche Margrit. Eine Erzählung für Mädchen. Orell Füssli, Zürich 1952.
- Monika entdeckt die Freude. Eine Erzählung für Mädchen. Orell Füssli, Zürich 1953.
- Silvia und die Wahrheit. Eine Erzählung für Mädchen. Orell Füssli, Zürich 1954.
- Eine muntere Kinderschar. Den kleinen Buben und Mädchen erzählt. Orell Füssli, Zürich 1954.
- Doris daheim und in der Ferne. Eine Erzählung für Mädchen. Orell Füssli, Zürich 1955.
- Vrenelis grosses Vorbild. Eine Erzählung für Mädchen. Orell Füssli, Zürich 1956.
- Die unternehmungslustige Ruth. Eine Erzählung für Mädchen. Orell Füssli, Zürich 1957.
- Der wundersame Flug der kleinen Elisabeth. Erzählung für die Jugend. Orell Füssli, Zürich 1958.
- Christine sucht ihre Mutter. Eine Erzählung für die Jugend. Orell Füssli, Zürich 1959.
- Regula weiss sich zu helfen. Eine Erzählung für die Jugend. Orell Füssli, Zürich 1960.
- Die verständige Yvonne. Eine Erzählung für Mädchen. Orell Füssli, Zürich 1961.
- Katrins Weg in die Ehe. Erzählung für Mädchen. Orell Füssli, Zürich 1962.
- Sieg für Claudia. Erzählung für Mädchen. Orell Füssli, Zürich 1963.
- Warum ist Betty beliebt? Erzählung für Mädchen. Orell Füssli, Zürich 1964.